# Schildberg (Wienerwald)
Der Schildberg ist ein 393 m ü. A. hoher Berg im nördlichen Wienerwald östlich von St. Pölten in Niederösterreich.
Die am östlichen Rand des Gemeindegebietes von St. Pölten liegende, bewaldete Erhebung erstreckt sich bis in das benachbarte Böheimkirchen, wo sich mehrere Nebengipfel befinden. Knapp vor der höchsten Stelle befindet sich der Sender Schildberg, von dem mehrere Radioprogramme ausgestrahlt werden. Der Schildberg ist auch die höchste Erhebung der Stadt St. Pölten.